# Uropterygius wheeleri
Uropterygius wheeleri és una espècie de peix de la família dels murènids i de l'ordre dels anguil·liformes.

## Morfologia
Els mascles poden assolir els 54,5 cm de longitud total.

## Distribució geogràfica
Es troba a Cap Verd, Senegal i les illes del Golf de Biafra.